# Општина Корни (Галац)
Корни (рум. Corni) општина је у Румунији у округу Галац.
Oпштина се налази на надморској висини од 151 m.